# Recover (The Naked and Famous)
Recover è il quarto album in studio del gruppo musicale neozelandese The Naked and Famous, pubblicato nel 2020.

## Tracce
1. Recover – 3:04
2. Sunseeker – 3:48
3. Bury Us – 3:09
4. Easy – 3:53
5. Come As You Are – 3:39
6. Everybody Knows – 3:44
7. Echoes in the Dark – 1:24
8. Well-Rehearsed – 3:32
9. Monument – 3:36
10. Death – 4:00
11. Count on You – 3:33
12. Muscle Memory – 0:41
13. The Sound of My Voice – 3:42
14. (An)aesthetic – 3:45
15. Coming Back to Me – 3:35